# 광주신세계

광주 신세계 백화점

광주신세계는 대한민국 광주광역시 서구 광천동 유스퀘어에 위치한 유통업체로, "광주 신세계백화점"과 "이마트 광주점"을 운영하고 있다.
광주ㆍ호남 지역에서 신세계백화점과 이마트를 운영하는 별도의 법인으로, 신세계ㆍ이마트 계열사지만 직접 자회사로 포함되지는 않고 현지에서 별도로 운영된다. 이 형태를 본따서 대구와 대전에 설립한 신세계 지점도 지역 법인 형태로 운영 중이다.
대구광역시 동구 신천4동에 오픈한 대구신세계도 광주신세계같은 지역 법인 형태를 본따서 운영하고 있다. 단, 이쪽의 법인명은 대구신세계가 아닌, '신세계동대구복합환승센터'다.

## 신세계그룹의 경영권 승계 관련
최근 유통업이 전반적으로 부진한 상황이고 광주신세계 역시 실적이 부진하지만 2014년 8월 정용진 신세계그룹 부회장의 높은 지분율이 부각되면서 투자가 몰리며 주가가 크게 급등한 일이 있다. 이는 신세계그룹의 경영권 승계와 관련이 있다. 지분 승계를 위해서는 계열사의 규모를 키워서 신세계나 이마트 등 지배구조의 정점에 있는 회사와 합병해 2세의 지분을 끌어올리는 방법이 있는데, 여기에 사용되기 좋은 회사가 정용진 부회장이 최대주주(지분 52.08%)로 있는 광주신세계이기 때문이다. 다른 방법으로는 지주회사 체계로의 전환이 있으나, 지주사가 사업회사와 지분거래를 할 때 양도세나 법인세에 과세 특례를 적용받는 조세특례제한법이 2015년까지만 적용되므로, 2015년 안에 지주회사 설립을 하지 않는다면 앞에서 기술한 계열사 합병 방식이 쓰일 가능성이 높다.

## 연혁
- 1995년 4월 10일 광주신세계백화점 설립
- 1995년 8월 25일 신세계백화점 광주점 개점
- 2006년 3월 29일 광주신세계로 상호 변경
- 2006년 7월 4일 이마트 광주점 개점

## 내부 시설
- 지하 1층(이마트)-패션스트리트(감성캐주얼/스포츠/유니클로)/푸드홀
- 지하 1층(백화점)-생활/후레쉬마켓/식품관/식당가
- 1층-해외유명브랜드/갤러리/카드센터
- 2층-화장품/핸드백/액세서리
- 3층-여성(수입/엘레강스)/구두
- 4층-여성(컨템포러리/트레디셔널/캐릭터/커리어)
- 5층-영캐주얼/란제리
- 6층-진캐주얼/스포츠/아웃도어/이지캐주얼
- 7층-남성
- 8층-골프/아동
- 9층-아카데미

## 같이 보기
- 대구신세계
- 대전신세계